# Nello Taviani
Nello Taviani (Mortara, 27 luglio 1916 – Bergamo, 6 maggio 1995) è stato un pittore italiano, non udente, che ha espresso la sua sensibilità artistica concentrando nella pittura le proprie sensazioni visive.

## Biografia
Nello Taviani nacque da Angelo e Alaide Poggi. All'età di sei anni, riscontrata nel bambino una sordità profonda, fu portato a Milano presso il collegio del Regio Istituto per sordomuti ed iscritto alla scuola speciale per sordi.
Nel 1924 il padre, Direttore alle Poste e Telegrafi di Mortara, venne trasferito a Bergamo, dove si spostò con la famiglia, ad eccezione di Nello, che proseguì la scuola a Milano fino al 1931. Nel 1935 fu ammesso ai corsi dell'Accademia Carrara di Belle Arti a Bergamo, diretta dal professor Contardo Barbieri.
Al termine dei corsi in Accademia, nel 1940, conseguì la licenza d'arte con “diploma onorevole”, avendo ottenuto nel frattempo diversi premi e menzioni. Nel 1941 partecipò per la prima volta a una mostra collettiva di pittura e nel 1944 espose in una mostra personale di grande successo, a cui ne seguiranno altre. Al termine della Seconda guerra mondiale frequentò un corso di perfezionamento, soprattutto nella tecnica dell'affresco, sempre presso l'Accademia Carrara di Bergamo, con il nuovo direttore Achille Funi.
Negli anni successivi continuò ad esporre in mostre personali e collettive a Bergamo, Milano ed altre città. Nel 1960 vinse il 1º premio a Cuvio (Varese) alla mostra annuale di pittura dedicata agli artisti sordi.

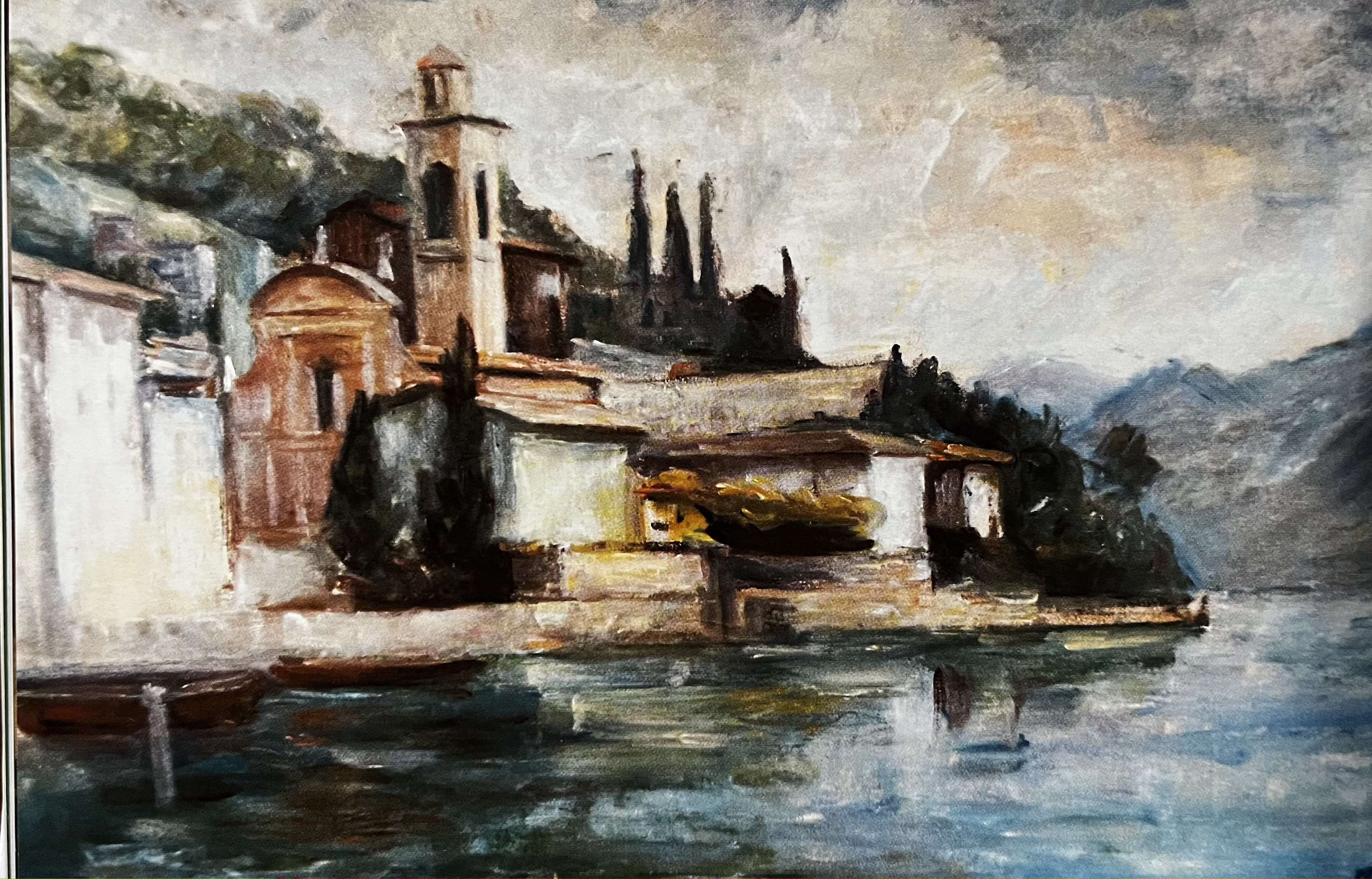
Delizioso Borgo sul Sebino

Nel 1963 a Roma nella mostra "Pacem in Terris" conseguì il 1º premio della Federazione Mondiale dei Sordi e il suo quadro fu omaggiato dell'Ente Nazionale Sordi a Papa Paolo VI nel corso di un'udienza speciale.
Nel 1970 si sposò con Cecilia Monti, sorella del pittore scultore Luigi Monti. Collaborò stabilmente con l'Istituto Italiano di arti grafiche di Bergamo e dal 1970 fu assunto dalle Poste Italiane, sempre a Bergamo, continuando a dipingere fino alla morte, che avvenne a Bergamo il 6 maggio 1995.

## La formazione
Con i nove anni di frequentazione in Accademia Carrara imparò a scrutare, indagare e studiare gli aspetti, i tratti, le linee, i connotati specifici dei soggetti da raccontare sulla tela, intendendo poi esprimere l'essenzialità ma sottintendere il dato spirituale e poetico che ogni visione crea nel profondo.
Taviani infatti, segnato dalla drammatica condizione della sordità congenita, colse come opportunità di affrancamento dalla sorte avversa l'indirizzo artistico come un itinerario di eccellenza nella scansione della propria vita.
Si formò in disegno, colorito (pittura), architettura, composizione, estetica, scuola del nudo, fino al diploma sotto l'egida di Contardo Barbieri e altri docenti di rango. Si perfezionò in pittura e affresco con il maestro Achille Funi.

## Le esposizioni
- aprile 1941 - Mostra collettiva per artisti combattenti, Sala del Sindacato, Rotonda dei Mille, Bergamo
- 2-13 ottobre 1944 - Mostra personale presso la Galleria Permanente d'arte di piazza Dante, Bergamo
- 11-20 dicembre 1945 - Mostra personale presso la Galleria Permanente d'arte di piazza Dante, Bergamo
- 1 giugno - 31 luglio 1945 - I Mostra Italiana di arte sacra per l'ornamento della casa, Angelicum dei Frati Minori, piazza Sant'Angelo 2, Milano
- maggio 1945 - II Mostra Italiana di arte sacra per l'ornamento della casa, Angelicum dei Frati Minori, piazza Sant'Angelo 2, Milano
- 23 settembre - 2 ottobre 1950 - I Mostra Provinciale di pittura e scultura, Circolo artistico Palma il Vecchio, via Pignolo 72, Bergamo
- ottobre 1950 - Mostra personale, Circolo Culturale del PSLI, via Vittorio Emanuele, BergamoAnziano fumatore di pipa

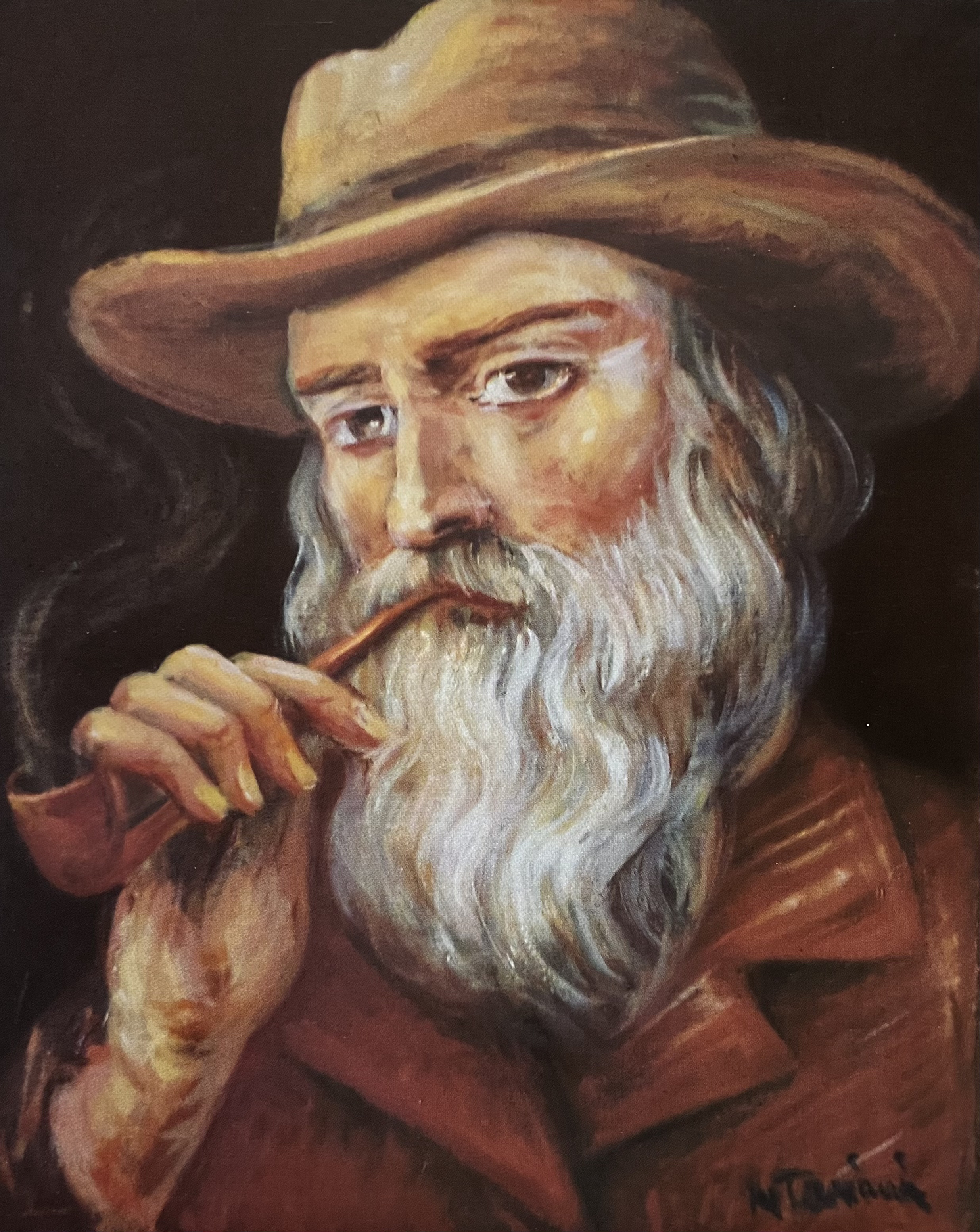
Anziano fumatore di pipa

- 28 febbraio - 15 marzo 1953 - Mostra collettiva d'arte "Treviglio" 1953 pittura e scultura: artisti Bergamaschi contemporanei, scuola Ing. G. Grossi, via 25 aprile, Treviglio
- 1955 - I Mostra d'Arte dei Sordomuti, Roma
- 1961 - Due Mostre collettive, Clusone
- 29 ottobre - 12 novembre 1961 - Mostra d'arte contemporanea, Palazzo della ragione, Bergamo
- 1961 - IV Mostra del paesaggio nembrese, Nembro
- 10-23 settembre 1962 - Mostra Concorso di pittura E.N.S. Premio Città Cava dei Tirreni
- 1963 - Mostra speciale per Artisti Sordi sul tema "Il Papa della Pacem in Terris", Sala Beato Angelico, Piazza della Minerva 42, Roma
- 24 settembre - 11ottobre 1967 - Seconda rassegna di pittori bergamaschi contemporanei
- 12-26 maggio 1968 - Mostra personale, Galleria Civica "Torre Viscontea", Lecco
- 9-30 marzo 1985 - Mostra Concorso Nazionale di pittura e di arti figurative riservato ad artisti handicappati fisici e sensoriali "Noi e la Pace", Sala Polivalente, via Ugo Foscolo passaggio Gaudenzio, Padova

## La critica
L'Eco di Bergamo il 12 luglio 1937 scriveva del giovane allievo del secondo anno:
(Giambattista Carrara, L'Eco di Bergamo, Bergamo 12 luglio 1937)
Il Gazzettino di Bergamo, diretto da Ferruccio Vecchi, nel numero del 4 luglio 1940 scriveva in merito alla chiusura di fine anno dei corsi all'Accademia Carrara di Belle Arti: 
(Ferruccio Vecchi, Il Gazzettino di Bergamo", 4 luglio 1940)

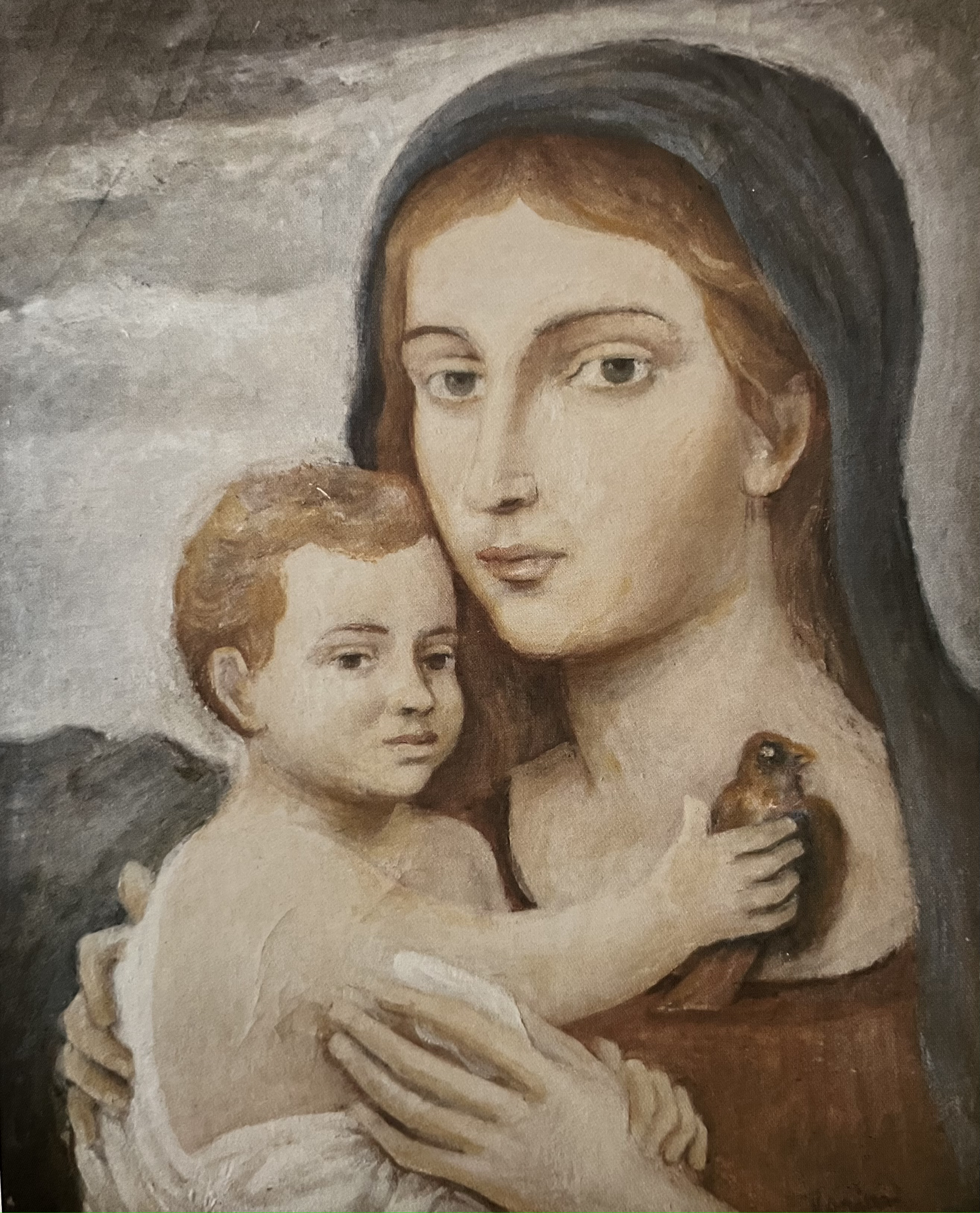
Madonna del Lucherino

Il 13 maggio 1944, in occasione dell'inaugurazione della sua prima mostra personale, L'Eco di Bergamo ne pubblicava una recensione a firma di Amedeo Italo Pata:
(Amedeo Italo Pata, L'Eco di Bergamo, 13 maggio 1944)
Carlo Ciocca, pittore e critico d'arte, tracciò del lavoro di Taviani questa sintesi: 
(Carlo Ciocca)